# Ranunculus natans
Ranunculus natans C.A.Mey. – gatunek rośliny z rodziny jaskrowatych (Ranunculaceae Juss.). Występuje naturalnie w Afganistanie, Kaszmirze na pograniczu pakistańsko-indyjskim, w Chinach (Tybet, Sinciang, Mongolia Wewnętrzna, Heilongjiang i Qinghai), Kazachstanie, Mongolii oraz Rosji (na Syberii). 

## Morfologia
PokrójBylina wodna o lekko owłosionych pędach. Dorasta do 10–40 cm wysokości.
LiścieSą potrójnie klapowane. Mają kształt od sercowato pięciokątnego do okrągło nerkowatego. Mierzą 1–2,5 cm długości oraz 1–3,5 cm szerokości. Nasada liścia ma sercowaty kształt. Ogonek liściowy jest nagi i ma 2,5–11 cm długości.
KwiatySą pojedyncze. Pojawiają się na szczytach pędów. Mają żółtą barwę. Dorastają do 6–9 mm średnicy. Mają 5 okrągło owalnych działek kielicha, które dorastają do 2–3 mm długości. Mają 5 owalnych płatków o długości 2–5 mm.
OwoceNagie niełupki o odwrotnie jajowatym kształcie i długości 1–2 mm. Tworzą owoc zbiorowy – wieloniełupkę o jajowatym lub elipsoidalnym kształcie i dorastającą do 5–6 mm długości.

## Biologia i ekologia
Rośnie na brzegach jezior i rzek. Występuje na wysokości od 1800 do 3500 m n.p.m. Kwitnie od czerwca do sierpnia, natomiast owoce pojawiają się od lipca do sierpnia. 